# Blood Money (album Mobb Deep)
Blood Money – siódmy studyjny album amerykańskiego zespołu hip-hopowego Mobb Deep. Został wydany w 2006 roku nakładem wytwórni G-Unit Records. Gościnnie występują 50 Cent, Lloyd Banks, Tony Yayo, Young Buck i Nyce, także Mary J. Blige oraz Nate Dogg.
Album zadebiutował na 3. miejscu notowania Billboard 200 i na 1. miejscu na Top R&B/Hip-Hop Albums. Bonusowy utwór „Have a Party” z początku ukazał się na ścieżce dźwiękowej 50 Centa - Get Rich or Die Tryin’, który został wydany w 2005 roku. Drugi utwór Outta Control Remix ukazał się w specjalnej edycji albumu The Massacre, także 50 Centa. Blood Money sprzedał się w ilości 110.000 egzemplarzy w pierwszym tygodniu.

## Lista utworów
| Nr | Tytuł                          | Producent(ci)                   | Goście                  | Czas |
| -- | ------------------------------ | ------------------------------- | ----------------------- | ---- |
| 1  | „Smoke It”                     | Havoc                           |                         | 2:57 |
| 2  | „Put Em in Their Place”        | Havoc, Ky Miller & Sha Money XL |                         | 4:00 |
| 3  | „Stole Something”              | Havoc                           | Lloyd Banks             | 3:57 |
| 4  | „Creep”                        | Havoc                           | 50 Cent                 | 4:01 |
| 5  | „Speakin' So Freely”           | Havoc                           |                         | 3:11 |
| 6  | „Backstage Pass”               | K-Lassik Beats                  |                         | 3:05 |
| 7  | „Give It to Me”                | Profile                         | Young Buck              | 3:08 |
| 8  | „Click Click”                  | Havoc                           | Tony Yayo               | 4:25 |
| 9  | „Pearly Gates”                 | Exile                           | 50 Cent                 | 4:16 |
| 10 | „Capital P, Capital H”         | Product & Whitton               | Nyce                    | 4:15 |
| 11 | „Daydreamin'”                  | Chad Beatz                      |                         | 3:15 |
| 12 | „The Infamous”                 | The Alchemist                   | 50 Cent                 | 3:53 |
| 13 | „In Love With the Moula”       | J.R. Rotem                      |                         | 3:13 |
| 14 | „It's Alright”                 | Havoc                           | 50 Cent & Mary J. Blige | 4:25 |
| 15 | „Have a Party”                 | Fredwreck Nassar                | 50 Cent & Nate Dogg     | 3:56 |
| 16 | „Outta Control Remix”          | Dr. Dre & Mike Elizondo         | 50 Cent                 | 4:07 |
| 17 | „So Ill” (bonusowy utwór w UK) | Ky Miller                       |                         | 3:02 |

## Sample
”Click Click” zawiera sample/motywy z serialu Knight Rider
”Pearly Gates” zawiera sample z „The Judgement Day” - Tavares
”It's Alright" zawiera sample z „The Loneliest Man In Town” - Side Effect
”Have a Party” zawiera sample z „I Love Rock ’n’ Roll” - Joan Jett & the Blackhearts
”Give it to me” zawiera sampel z „Tujhe Yaad Na Meri Aaye” - Alka Yagnik, Manpreet Akhthar and Udit Narayan